# Daniel Vigne
Pour les articles homonymes, voir Vigne (homonymie).
Daniel Vigne est un réalisateur et scénariste français, né le 12 octobre 1942 à Moulins.

## Filmographie

### Cinéma

#### Assistant réalisateur
- 1968 : La Vie, l'Amour, la Mort de Claude Lelouch
- 1968 : Treize Jours en France de Claude Lelouch et François Reichenbach
- 1972 : L'aventure c'est l'aventure de Claude Lelouch

#### Réalisateur de cinéma
- 1973 : Les Hommes
- 1982 : Le Retour de Martin Guerre
- 1985 : Une femme ou deux
- 1989 : Comédie d'été
- 1994 : 3000 Scénarios contre un virus
- 2000 : Le Mal des femmes
- 2006 : Jean de La Fontaine, le défi
- 2014 : Martin guerre, retour au village (documentaire[1])

#### Réalisateur de télévision
- 1976 : Histoires peu ordinaires (série télévisée)
- 1992 : Highlander (série télévisée)
- 1992 : La Peur
- 1995 : Noël et après
- 1997 : Le juge est une femme (épisode : Drôle de jeu) (série télévisée)
- 1996 : Pêcheur d'Islande
- 1998 : Maintenant et pour toujours
- 1999 : La Kiné
- 2001 : Fatou la Malienne
- 2002 : L'Enfant des lumières (feuilleton TV)
- 2003 : Fatou, l'espoir
- 2004 : Un fils sans histoire
- 2006 : Les Aventuriers des mers du Sud

#### Acteur de cinéma
- 1964 : Les Siffleurs (Viheltäjät) d'Eino Ruutsalo : l'un des dénonciateurs

## Distinctions
- 3 Césars décernés lors des Césars du cinéma 1983 pour Le Retour de Martin Guerre : César du meilleur scénario original ou adaptation, César du meilleur décor (Alain Nègre), César de la meilleure musique (Michel Portal) sur 5 nominations.
- FIPA d'or à Biarritz de la meilleure fiction au FIPA 2001 pour Fatou la Malienne.
- Sept d'or du meilleur film de télévision pour Fatou la Malienne.
- Prix du meilleur film au Festival Européen de Reims pour La Peur.
- Nymphe d'or de l'interprétation à Monte-Carlo pour La Peur.
- Prix de la mise en scène au Festival d'Ischia (Italie) pour Jean de la Fontaine, le défi (2007)